# Nikola Kuveljić
Nikola Kuveljić (serb. Никола Кувељић, ur. 6 kwietnia 1997 w Belgradzie) – serbski piłkarz występujący na pozycji pomocnika. Wychowanek FK Zemun.

## Kariera klubowa
Urodził się w Zemunie, dzielnicy Belgradu. Juniorską karierę spędził w lokalnym FK Zemun. Jego pierwszym seniorskim klubem był FK IMT grający w grupie Belgrad Srpskiej Ligi (3. poziom rozgrywkowy), dla którego zadebiutował w sezonie 2015/2016. W 2018 przeniósł się do występującego w tej samej lidze klubu Jedinstvo Surčin. W nowym klubie nie grał zbyt długo, bo jeszcze w trakcie sezonu 2018/2019 przeniósł się do występującego ligę wyżej klubu Javor Ivanjica. Z Ivanjickim klubem wywalczył awans do serbskiej ekstraklasy. 19 stycznia 2020 został wypożyczony do Wisły Kraków. 28 maja 2020 został wykupiony przez krakowski klub.

## Statystyki kariery
(aktualne na dzień 7 czerwca 2021)
| Klub                | Sezon              | Liga                | Liga  | Liga   | Puchar kraju | Puchar kraju | Kontynentalne | Kontynentalne | Suma  | Suma   |
| Klub                | Sezon              | Poziom              | Mecze | Bramki | Mecze        | Bramki       | Mecze         | Bramki        | Mecze | Bramki |
| ------------------- | ------------------ | ------------------- | ----- | ------ | ------------ | ------------ | ------------- | ------------- | ----- | ------ |
| FK IMT              | 2015/16            | Srpska Liga Beograd | 12    | 1      | –            | –            | –             | –             | 12    | 1      |
| FK IMT              | 2016/17            | Srpska Liga Beograd | 28    | 3      | –            | –            | –             | –             | 28    | 3      |
| FK IMT              | 2017/18            | Srpska Liga Beograd | 14    | 0      | –            | –            | –             | –             | 14    | 0      |
| FK IMT              | Łącznie            | Łącznie             | 54    | 4      | –            | –            | –             | –             | 54    | 4      |
| Jedinstvo Surčin    | 2018/19            | Srpska Liga Beograd | 14    | 0      | –            | –            | –             | –             | 14    | 0      |
| Javor Ivanjica      | 2018/19            | Prva liga Srbije    | 17    | 0      | 2            | 0            | –             | –             | 19    | 0      |
| Javor Ivanjica      | 2019/20            | Super liga Srbije   | 18    | 3      | 0            | 0            | –             | –             | 18    | 3      |
| Javor Ivanjica      | Łącznie            | Łącznie             | 35    | 3      | 2            | 0            | –             | –             | 37    | 3      |
| Wisła Kraków (wyp.) | 2019/20            | Ekstraklasa         | 3     | 0      | 0            | 0            | –             | –             | 3     | 0      |
| Wisła Kraków        | 2019/20            | Ekstraklasa         | 9     | 0      | 0            | 0            | –             | –             | 9     | 0      |
| Wisła Kraków        | 2020/21            | Ekstraklasa         | 12    | 0      | 0            | 0            | –             | –             | 12    | 0      |
| Ogólnie w karierze  | Ogólnie w karierze | Ogólnie w karierze  | 127   | 7      | 2            | 0            | –             | –             | 129   | 7      |